# Бабичев, Аполлон Ксенофонтович
Аполлон Ксенофонтович Бабичев (род. 30 марта 1874, Калуга, Российская империя — 23 ноября 1937, Тульская область, СССР) — псаломщик, мученик, причислен к лику святых новомучеников и исповедников Российских на Архиерейском Соборе РПЦ в августе 2000 года для общецерковного почитания. Память 10 (23) ноября, в Соборе Ивановских святых, и в Соборе новомучеников и исповедников Российских.

## Биография
Аполлон Бабичев родился в Калуге 30 марта 1874 года. После окончания городского училища служил  псаломщиком  в калужском Георгиевском храме вплоть до 1937 года, пока не был арестован на волне репрессий 1937 года. Арест произошел 16 октября 1937 года.
Несмотря на твёрдую позицию, занятую им на допросах (Бабичев настаивал на точной записи его ответов следователю и ставил свою подпись после каждого ответа) был обвинён в контрреволюционной и антисоветской деятельности. Сохранились записи его допросов, на которых он категорически отрицал активные связи с «контрреволюционным элементом» из церковников, а также ведение с гражданами антисоветских разговоров, отказывался назвать лиц из его окружения, враждебно настроенных к советскому строю.
19 ноября 1937 года особая тройка НКВД приговорила Аполлона Бабичева вместе с его «соучастниками» архиепископом Августином (Беляевым), архимандритом Иоанникием (Дмитриевым), протоиереем Иоанном Сперанским, псаломщиком Алексеем Горбачёвым и членом церковного совета Михаилом Арефьевым к расстрелу.
Приговор был приведён в исполнение 23 ноября 1937 года. Аполлон Ксенофонтович Бабичев погребён в общей братской могиле.